# Sinningia kautskyi
Sinningia kautskyi é uma espécie de planta do gênero Sinningia e da família Gesneriaceae. 

## Taxonomia
A espécie foi descrita em 1991 por Alain Chautems. 

## Forma de vida
É uma espécie rupícola e herbácea. 

## Descrição
É uma planta miniatura, 6-10 centímetros de de altura, toda serícea a hirsuta, folhas em pseudo-roseta, com pecíolo de 1-3,5 cm e lâmina de 2-6 centímetros de comprimento, com corola infundibuliforme, com cerca de 1,5 centímetros de comprimento, encurvada logo acima da metade, tubo da corola lilás, fauce creme a amarelada pontuada de vináceo na parte ventral, lobos internamente lilás no ápice e vináceos na base.  
| Caule                               | Caule                   |
| ----------------------------------- | ----------------------- |
| caule aéreo                         | anual                   |
| tubérculo                           | presente                |
| Folha                               |                         |
| filotaxia                           | oposta                  |
| simetria da lâmina                  | simétrica               |
| formato da lâmina                   | orbicular/ovada/cordada |
| ápice da lâmina                     | obtuso                  |
| base da lâmina                      | arredondada/cordada     |
| margem da lâmina                    | crenada                 |
| indumento da face abaxial da lâmina | seríceo/setoso          |
| Inflorescência                      |                         |
| organização                         | simples                 |
| posição                             | axila de folha          |
| Flor                                |                         |
| formato da lacínia do cálice        | oval - triangular       |
| lacínia do cálice indumento         | pilosa                  |
| formato da corola                   | infundibuliforme        |
| cor do tubo da corola               | lilás                   |
| lobo da corola                      | subiguais               |
| Fruto                               |                         |
| consistência                        | desconhecida            |

## Conservação
A espécie faz parte da Lista Vermelha das espécies ameaçadas do estado do Espírito Santo, no sudeste do Brasil. A lista foi publicada em 13 de junho de 2005 por intermédio do decreto estadual nº 1.499-R. 

## Distribuição
A espécie é encontrada no estado brasileiro do Espírito Santo. 
A espécie é encontrada no domínio fitogeográfico de Mata Atlântica, em regiões com vegetação de floresta ombrófila pluvial.